# Ayr
Ayr (en gaélico escocés: Inbhir Àir) es una localidad situada en el fiordo de Clyde, al sudoeste de Escocia, Reino Unido. Se convirtió en "pueblo real" (del inglés: Royal Burgh) en el año de 1205.
Es la capital del condado histórico de Ayrshire y del concejo de South Ayrshire. La población de la localidad en 2011 era de 46 849 habitantes. En 2002 fue una de las cuatro localidades escocesas que competían por ser reconocidas con el estatus de ciudad en el jubileo de diamante de la reina Isabel II, pero perdió en favor de Stirling.
Al norte de la ciudad se encuentra Prestwick, reconocida por la industria del golf y por la presencia del Aeropuerto Internacional de Glasgow-Prestwick. Otros lugares cercanos incluyen el suburbio de Alloway, conocido por sus vínculos con el poeta Robert Burns. Al sur se encuentra la turística Haven (antes Butlins) y la villa pesquera de Dunure, donde se puede visitar un castillo en ruinas que fue propiedad de la familia Kennedy.

## Historia
En 1197 se construyó un castillo al lado del río Ayr. Poco después, en 1205, el rey Guillermo el León fundó la localidad de Ayr. El 26 de abril de 1315, el primer Parlamento escocés se reunió en Ayr convocado por Roberto I Bruce, en la Torre de San Juan (Tower of St John), junto al mar. Fue una vez conocida como Inverair o Inverayr, y es este uso el que se conserva en el gaélico del nombre Inbhir Air. Más tarde, durante los tiempos de Cromwell, la ciudad solía utilizarse como base y fuerte por algunos de sus hombres. Cromwell construyó una gran muralla alrededor de ciertas zonas de la ciudad, muralla que aún puede verse hoy día. La Torre de San Juan, en esta zona, fue parte original de una gran iglesia que fue derribada, y la torre siguió utilizándose para los servicios religiosos, quedando protegida por los "Amigos de la Torre de San Juan", residentes de la zona de Fort Area.

## Educación

### Secundaria
- Ayr Academy - una de las escuelas más grandes de Ayr
- Prestwick Academy
- Belmont Academy
- Kyle Academy
- Mainholm Academy
- Queen Margaret Academy - la única escuela católica de Ayr

Los alumnos que residen en el norte de la ciudad pueden elegir entre la Mainholm Academy y la Prestwick Academy. La Wellington School es una escuela independiente en la zona costera de Ayr. La escuela abrió sus puertas por vez primera en 1836 con educación privada femenina. Por la ley de 1994, Wellington se convirtió en mixta, permaneciendo como la única escuela independiente (privada) de Ayrshire.

### Universidades
Ayr dispone de dos campus universitarios:
- University Campus Ayr - parte de la Universidad de Paisley. Este campus ofrece cursos en Educación, Enfermería, Comercio, Medios de información y Música.
- Auchincruive - parte del Colegio de Agricultura de Escocia. Este campus ofrece cursos en Agricultura.

## Salud
La fundación del National Health Service en Ayr es Ayrshire and Arran, que abastece de servicio sanitario al sur, este y norte de Ayrshire. Ayr solía tener cuatro hospitales del NHS, el de Heathfield, el de Seafield y el de Ayr County. Se decidió entonces construir uno a las afueras de la ciudad llamado Hospital de Ayr, en 1993. Todos los hospitales actuales se encuentran juntos en la misma calle.
Ayr dispone actualmente de tres hospitales:
- Ayr Hospital - hospital general
- Ailsa Hospital - hospital psiquiátrico
- The Abbey Carrick Glen Hospital - hospital privado

Más abajo en la misma calle se encuentra la Hollybush House, utilizada por organizaciones benéficas para la salud mental de los excombatientes del Ejército británico.

## Bibliotecas
Ayr dispone de cuatro bibliotecas, además de una móvil. La biblioteca central de Ayr y South Ayrshire es la Biblioteca Carnegie, cerca del río Ayr. Las otras bibliotecas son:
- Biblioteca Alloway
- Biblioteca Carnegie
- Biblioteca Forehill
- Biblioteca John Pollok

El norte de Ayr también dispone de la Biblioteca de Prestwick.

## Barrios
- Alloway
- Belmont
- Castlehill
- Craigie
- Dalmilling
- Doonfoot
- Forehill
- Heathfield
- Holmston
- Kincaidston
- Seafield
- Whitletts
- Woodfield

## Ciudadanos notables
- William D. Brackenridge, (1810-1893), notable botánico[3]
- Robert Burns (1759–1796), poeta
- Sydney Devine (1940–2021), cantante
- Karen Dunbar (1971), comediante
- James Fergusson (1808–1886), historiador de la arquitectura
- William Maclure, (1763-1840), geólogo de la American Geologist Society[3]
- Rhona Martin (1966), deportista
- Stuart Murdoch (1968), cantante y compositor en la banda Belle and Sebastian
- Simon Neil (1979), guitarrista y líder de la banda Biffy Clyro
- Jp Reid, guitarrista de la banda local Sucioperro
- Tommy Ga-Ken Wan, fotógrafo
- Sir John Wallace of Craigie, Sheriff de Ayr y héroe de la Batalla de Sark
- Drew McIntyre (1985), conocido luchador de la WWE